# The Foursquare Church
The Foursquare Church är en pingstkyrka grundad på 1920-talet av den amerikanska förkunnaren Aimee Semple McPherson.

## Historik
1 januari 1923 öppnade hon Angelus Temple i Los Angeles. Därifrån spreds rörelsen utöver USA och andra delar av världen. Idag har rörelsen 8 miljoner medlemmar i över 65 000 församlingar, i samtliga amerikanska delstater och 144 andra länder.
Foursquare Church tillhör Pentecostal/Charismatic Churches of North America och Pentecostal World Fellowship.
Namnet foursquare syftar på fyra centrala begrepp inom pentekostal teologi: frälsning, andedop, helande och Kristi återkomst.

### Kyrkans presidenter
Aimee Semple McPherson var kyrkans grundare och oomstridda ledare fram till sin död 1944.
Hon efterträddes då av sin ende son, Rolf K. McPherson. När denne pensionerades 1988 efter 44 år som kyrkans ledare bestod rörelsen av över 1300 församlingar.
- 1923–1944 Aimee Semple McPherson
- 1944–1988 Rolf McPherson(en)
- 1988–1997 John R. Holland
- 1998–2004 Paul Risser
- 2004–2009 Jack W. Hayford(en)
- 2009–2020 Glenn Burris Jr.
- 2020–         Randy Remington